# Buyiluke Tajikezu Xiang
Buyiluke Tajikezu Xiang (kinesiska: 布依鲁克塔吉克族乡, 布依鲁克) är en socken i Kina. Den ligger i den autonoma regionen Xinjiang, i den nordvästra delen av landet, omkring 1 100 kilometer sydväst om regionhuvudstaden Ürümqi. Antalet invånare är 3 564. Befolkningen består av 1 722 kvinnor och 1 842 män. Barn under 15 år utgör 21,0 %, vuxna 15-64 år 74 %, och äldre över 65 år 4,0 %.
Genomsnittlig årsnederbörd är 100 millimeter. Den regnigaste månaden är november, med i genomsnitt 20 mm nederbörd, och den torraste är april, med 2 mm nederbörd.